# Franz Multerer
Franz Multerer (* 12. Juni 1864 in München; † 20. März 1920 ebenda) war ein deutscher Maler.

## Werdegang
Multerer studierte zunächst in München und setzte seine Ausbildung dann in Paris an der Académie Julian fort. Dort war er Schüler von L. Doucet und Benjamin-Constant und Gotthardt Kuehl. Seine Arbeiten wurden in Ausstellungen in Paris, im Glaspalast München (beispielsweise das Gemälde Wasserjagd 1904) und bei der Jubiläumsausstellung in Berlin gezeigt.
In seinem Werk stellt er überwiegend Interieurs und Tierszenen dar. Er war Mitglied der Münchner Künstlergenossenschaft.